# Not the Same Old Song and Dance: Tribute to Aerosmith
Not The Same Old Song and Dance: Tribute To Aerosmith è un album tributo dedicato agli Aerosmith realizzato nel 1999 con il contributo di artisti di grande livello come Jani Lane, Tracii Guns, Mark Slaughter, Steve Lukather, Ronnie James Dio, Yngwie Malmsteen, Ted Nugent e tanti altri.

## Tracce
1. Back in the Saddle – 4:28
2. Rag Doll – 4:50
3. Chip Away the Stone – 4:19
4. Last Child – 3:57
5. Sweet Emotion – 4:13
6. Dream On – 4:28
7. Walk This Way – 3:48
8. Draw the Line – 4:02
9. Same Old Song And Dance – 4:08
10. No Surprize – 4:26
11. Toys in the Attic – 3:27

## Formazioni
1. Mark Slaughter, Albert Lee, Rudy Sarzo, Frankie Banali
2. Ted Nugent, Tony Franklin, Vinnie Colaiuta, Derek Sherinian
3. Vince Neil, Blues Saraceno, Ricky Phillips, Pat Torpey, Paul Taylor
4. Mickey Thomas, Earl Slick, Nathan East, Stephen Ferrone
5. Jack Blades, Tommy Shaw, Mike Inez, Randy Castillo
6. Ronnie James Dio, Yngwie Malmsteen, Stu Hamm, Paul Taylor, Gregg Bisonette
7. Tommy Aldridge, Tim Bogert, Steve Lukather, Fee Waybill
8. Tony Levin, Eric Singer, Tommy Skeoch, Jeff Keith
9. Bobby Blotzer, Edgar Winter, Jeff Pilson, Jeff "Skunk" Baxter, Jack Russell
10. Steve Riley, Adrian Perry, Chris Holmes, Jani Lane
11. Aynsley Dunbar, Phil Soussan, Tracii Guns, Stephen Pearcy